# Cryphia amseli
Cryphia amseli är en fjärilsart som beskrevs av Charles Boursin 1952. Cryphia amseli ingår i släktet Cryphia och familjen nattflyn. Inga underarter finns listade i Catalogue of Life.